# Pachnobia cinerea
Pachnobia cinerea là một loài bướm đêm trong họ Noctuidae.